# Erythrodiplax nigricans
Erythrodiplax nigricans is een libellensoort uit de familie van de korenbouten (Libellulidae), onderorde echte libellen (Anisoptera).
De wetenschappelijke naam Erythrodiplax nigricans is voor het eerst geldig gepubliceerd in 1842 door Rambur.